# Кітулвева (Грама Ніладхарі)
Грама Ніладхарі Кітулвева (№ 185B) — Грама Ніладхарі підрозділу ОС Еравур-Патту, округ Баттікалоа, Східна провінція, Шрі-Ланка.